# Rhynchanthera paludicola
Rhynchanthera paludicola là một loài thực vật có hoa trong họ Mua. Loài này được (Donn. Sm.) Gleason miêu tả khoa học đầu tiên năm 1938.